# 刺杀小说家
《刺杀小说家》是一部2021年中國3D奇幻冒險動作片，由华策电影公司出品，導演為路阳。雷佳音、杨幂、董子健和郭京飞主演，編劇為陈舒、禹扬等，電影改编自双雪涛的同名小说。电影于2021年2月12日在中國春節檔上映。

## 剧情
讲述一名父亲为找到失踪的女儿而去刺杀小说家路空文的故事。

## 演员
- 雷佳音飾演关宁 / 红甲武士
- 楊冪飾演屠灵
- 董子健飾演路空文 / 少年空文
- 王聖迪飾演小橘子
- 于和偉飾演李沐
- 郭京飞飾演老僧 / 黑甲
- 杨轶飾演赤髮鬼
- 佟麗婭飾演般箬（路空文姐姐）
- 董潔飾演小雨（关宁的妻子）

## 票房
在北美、澳新同步上映后，票房成绩为首周末澳新地区同期开画全部影片第一和北美地区同期开画华语影片第一。

## 獎項及提名
| 年份   | 颁奖典礼                             | 奖项                   | 入围者         | 结果 |
| ------ | ------------------------------------ | ---------------------- | -------------- | ---- |
| 2021年 | 第15屆亞洲電影大獎                   | 最佳视觉效果           |                | 提名 |
| 2021年 | 第15屆亞洲電影大獎                   | 最佳美术指导           | 李淼           | 提名 |
| 2021年 | 第34届中国电影金鸡奖                 | 最佳导演               | 路阳           | 提名 |
| 2021年 | 第34届中国电影金鸡奖                 | 最佳摄影               | 韩淇名         | 提名 |
| 2021年 | 第34届中国电影金鸡奖                 | 最佳美术               | 李淼           | 提名 |
| 2021年 | 第34届中国电影金鸡奖                 | 最佳音乐               | 于飞           | 提名 |
| 2021年 | 第34届中国电影金鸡奖                 | 最佳剪辑               | 朱利赟、朱琳   | 提名 |
| 2023年 | 第19屆中國電影華表獎                 | 优秀故事片             | 《刺杀小说家》 | 提名 |
| 2023年 | 第19屆中國電影華表獎                 | 優秀電影攝影           | 韓淇名         | 獲獎 |
| 2024年 | 中国电影导演协会2020年至2023年度表彰 | 年度导演（2021年度）   | 路阳           | 獲獎 |
| 2024年 | 中国电影导演协会2020年至2023年度表彰 | 年度男演员（2021年度） | 雷佳音         | 提名 |

## 外部連結
- 互联网电影数据库（IMDb）上《刺杀小说家》的资料（英文）
- 豆瓣电影上《刺杀小说家》的資料 （简体中文）